# Championnats du monde d'escrime 1974
Navigation
Édition précédente Édition suivante
Les championnats du monde 1974 se sont déroulés à Grenoble en France. Ils sont organisés par la Fédération française d'escrime sous l’égide de la Fédération internationale d'escrime.
La compétition comprend cette année-là 8 épreuves (deux féminines et 6 masculines) :
- Féminines
  - Fleuret individuel
  - Fleuret par équipe
- Masculines
  - Fleuret individuel
  - Fleuret par équipe
  - Epée individuelle
  - Epée par équipe
  - Sabre individuel
  - Sabre par équipe

## Résultats
| Épreuves                               | Or | Argent                                                                                        | Bronze |
| -------------------------------------- | --- | --------------------------------------------------------------------------------------------- | --- |
| Épée                                   | |                                                                                               | |
| Hommes individuel résultats détaillés  | Rolf Edling | Jacques Brodin                                                                                | Boris Loukomski                                                                                           |
| Hommes par équipes résultats détaillés | Suède- Rolf Edling - Hans Jacobson - Carl von Essen - Göran Flodström                                                | Allemagne de l'Ouest- Elmar Beierstettel - Hans-Jürgen Hehn - Joachim Peter - Alexander Pusch | Hongrie- Győző Kulcsár - Sándor Erdős - Pál Schmitt - Jenő Pap                                            |
| Fleuret                                | |                                                                                               | |
| Hommes individuel résultats détaillés  | Aleksandr Romankov                                                                                                   | Carlo Montano                                                                                 | Frédéric Pietruszka                                                                                       |
| Hommes par équipes résultats détaillés | Union soviétique- Aleksandr Romankov - Vasyl Stankovych - Vladimir Denisov - Yuriy Chish                             | Pologne- Marek Dąbrowski - Lech Koziejowski - Jerzy Kaczmarek - Ziemowit Wojciechowski        | France- Christian Noël - Daniel Revenu - Bernard Talvard - Didier Flament                                 |
| Femmes individuel résultats détaillés  | Ildikó Bóbis | Ildikó Schwarczenberger                                                                       | Nailya Gilyazova                                                                                          |
| Femmes par équipes résultats détaillés | Union soviétique- Olga Knyazeva - Valentina Sidorova - Nailya Gilyazova - Elena Novikova-Belova - Valentina Nikonova | Hongrie- Ildikó Bóbis - Ildikó Schwarczenberger - Ildikó Rejtő - Mária Szolnoki - Magda Maros | Roumanie- Ana Pascu - Ecaterina Iencic-Stahl - Ileana Gyulai-Drîmbă - Suzana Ardeleanu - Magdalena Bartoș |
| Sabre                                  | |                                                                                               | |
| Hommes individuel résultats détaillés  | Mario Aldo Montano                                                                                                   | Viktor Krovopuskov                                                                            | Viktor Sidyak                                                                                             |
| Hommes par équipes résultats détaillés | Union soviétique- Vladimir Nazlymov - Viktor Krovopouskov - Viktor Sidyak - Edouard Vinokurov                        | Roumanie- Dan Irimiciuc - Cornel Marin - Ioan Pop - Alexandru Nilca                           | Italie- Mario Aldo Montano - Mario Tullio Montano - Tommaso Montano - Rolando Rigoli - Michele Maffei     |

## Tableau des médailles
| Rang | Nation               | Or | Argent | Bronze | Total |
| ---- | -------------------- | -- | ------ | ------ | ----- |
| 1    | Union soviétique     | 4  | 1      | 3      | 8     |
| 2    | Suède                | 2  | 0      | 0      | 2     |
| 3    | Hongrie              | 1  | 2      | 1      | 4     |
| 4    | Italie               | 1  | 1      | 1      | 3     |
| 5    | France               | 0  | 1      | 2      | 3     |
| 6    | Roumanie             | 0  | 1      | 1      | 2     |
| 7    | Allemagne de l'Ouest | 0  | 1      | 0      | 1     |
| 8    | Pologne              | 0  | 1      | 0      | 1     |